# Maultier

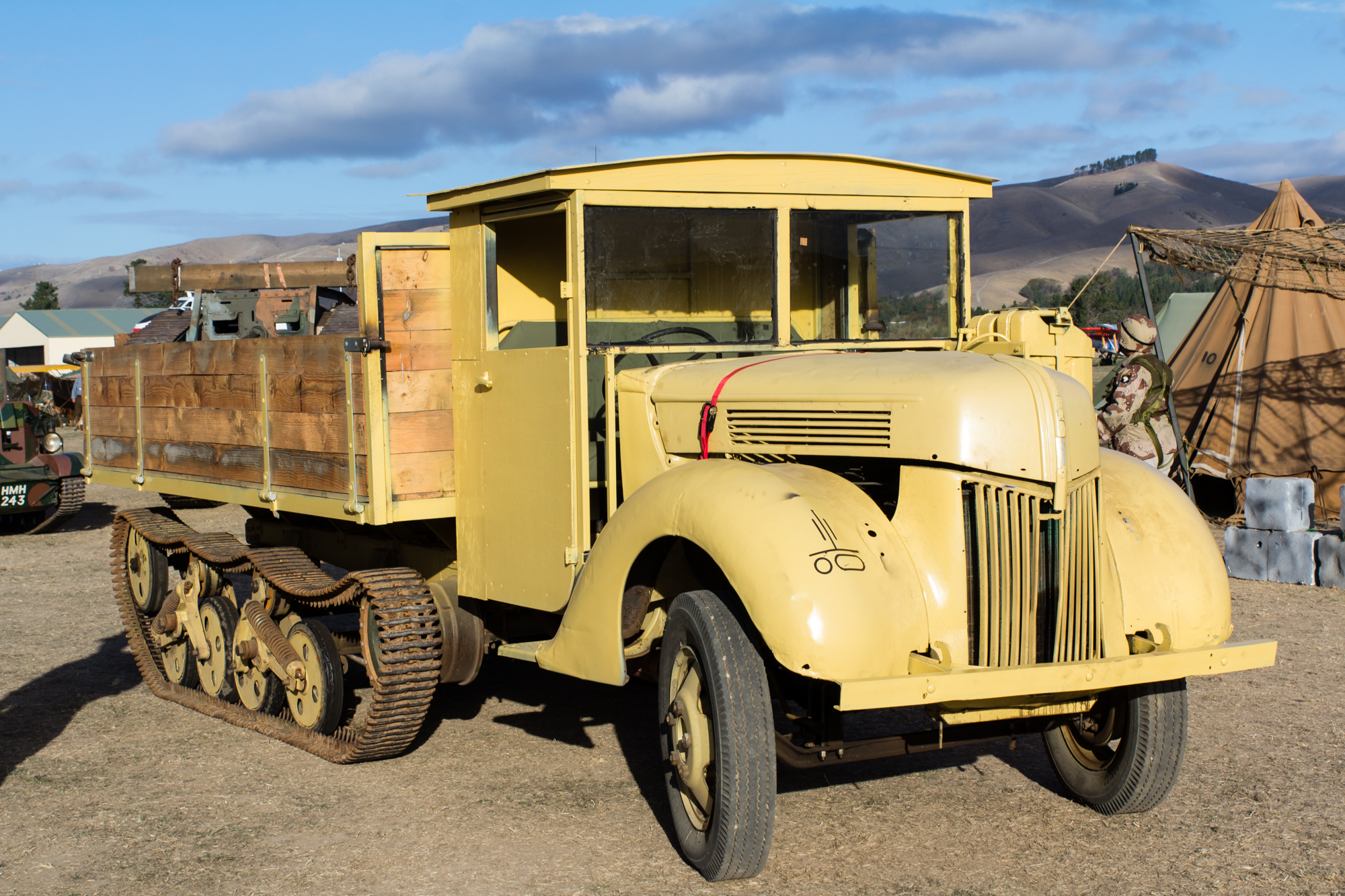
Replika pojazdu Ford Maultier (Sd.Kfz. 3b)

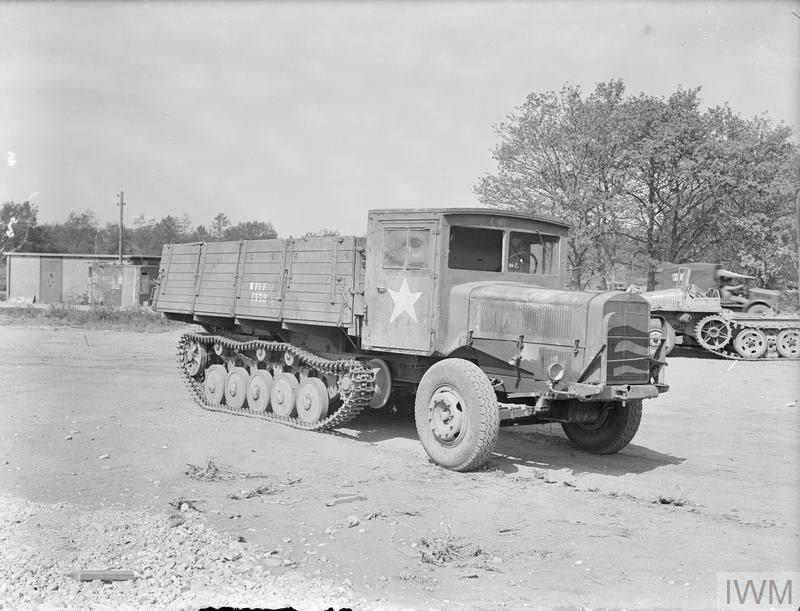
Zdobyczny pojazd Mercedes-Benz Maultier (Sd.Kfz. 3/5)

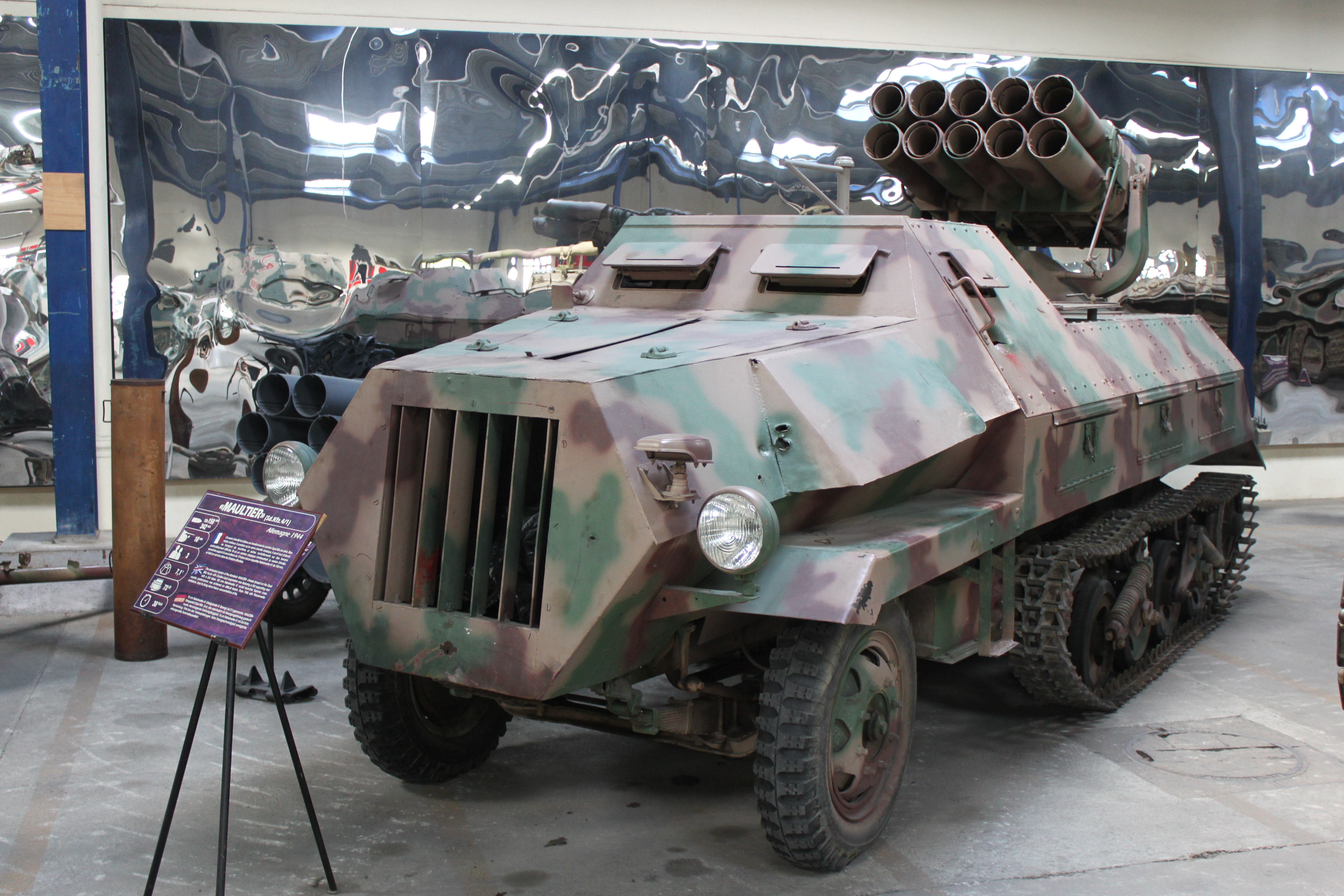
Panzerwerfer 42 (Sd.Kfz. 4/1)

Maultier (z niem. „muł”) – nazwa kilku zbliżonych konstrukcyjnie półgąsienicowych wojskowych samochodów ciężarowych produkcji niemieckiej z okresu II wojny światowej. Opracowane zostały na bazie standardowych modeli samochodów ciężarowych, zmodyfikowane poprzez zastąpienie tylnych kół gąsienicami.

## Historia
Znajdujące się na wyposażeniu wojsk niemieckich kołowe samochody ciężarowe okazały się nieadekwatne do warunków panujących na froncie wschodnim, co wykazały doświadczenie pierwszej zimy (1941/1942). Problemy stwarzała słabo rozbudowana infrastruktura drogowa oraz wszechobecne błota (rasputica). Znacznie lepiej sprawowały się pojazdy półgąsienicowe, te jednak zasadniczo zarezerwowane były do zadań frontowych. Koniecznym było opracowanie prostego, półgąsienicowego pojazdu przystosowanego do zadań transportowych na zapleczu.
Pierwszy pojazd typu Maultier był improwizowany, skonstruowany przez żołnierzy 2 Dywizji Pancernej SS. „Das Reich” na bazie samochodu Ford V-3000 z wykorzystaniem układu bieżnego Carden-Loyd. Modyfikacja obejmowała skrócenie wału napędowego, przeniesie tylnej osi w przód w celu zrównania jej z kołami napędowymi. Zachowano tylne hamulce bębnowe, wykorzystując je do sterowania tylną częścią pojazdu.
Seryjna produkcja prowadzona była w latach 1942–1944 przez czterech producentów – Opel na bazie modelu Blitz w fabryce w Brandenburg an der Havel w latach 1942–1943, Ford-Werke na bazie modelu V-3000 w zakładach w Kolonii, Amsterdamie i Asnières w latach 1942–1944, Klöckner-Humboldt-Deutz (KHD) na bazie modelu S 3000 tylko w 1942 roku oraz Daimler-Benz na bazie modelu Mercedes-Benz L 4500 w latach 1943–1944. Ładowność modeli Forda, Opla i KHD ograniczona była do 2 t (w wersji kołowej wynosiła 3 t). Pojazdy Mercedes-Benz bazowały na samochodach o większej ładowności (4,5 t), która pozostawała niezmieniona w wersji półgąsienicowej, co było możliwe dzięki zastosowaniu układu gąsienicowego pochodzącego z czołgów PzKpfw II, o większej nośności.
Łącznie w fabrykach wyprodukowanych zostało około 21 tys. egzemplarzy pojazdów (Ford: 13 952–ok. 15 000, Opel: ok. 4000, KHD: 1740–ok. 2500, Mercedes-Benz: 1486). Do końca 1942 roku dostarczono 635 pojazdów, w 1943 r. – ponad 13 tys., w 1944 r. – 7310. Ponad 2100 zmontowanych zostało w warunkach polowych. 
Pojazdy produkowane przez Opla i Forda wyposażone były w silnik benzynowy, a KHD i Daimler-Benz – wysokoprężny. Większość pojazdów Maultier miała zabudowę otwartą, choć powstały też odmiany zamknięte, które wykorzystywane były głównie w roli ambulansów. Część pojazdów wykorzystano jako platformę dla armat przeciwlotniczych FlaK 30 (2 cm) i FlaK 36 (3,7 cm). Na bazie modelu Opla opracowano wersję opancerzoną, która przeznaczona była do pełnienia funkcji transportera amunicji oraz samobieżnej wieloprowadnicowej wyrzutni rakietowej Panzerwerfer 42 (łącznie co najmniej 300 egzemplarzy).
Pojazdy Maultier spełniły pokładane w nich oczekiwania, niemniej nie dorównywały właściwościami jezdnymi pojazdom, które od podstaw projektowane były z półgąsienicowym układem jezdnym. Napęd gąsienicowy wiązał się z podwyższonym zużyciem paliwa względem standardowych, kołowych samochodów ciężarowych, a przez to także ograniczonym zasięgiem. Ich następcą był schwerer Wehrmachtschlepper.

## Wersje
Lista wersji pojazdów Maultier wraz z oznaczeniem Sd.Kfz.:
Sd.Kfz. 3
- Sd.Kfz. 3a Gleisketten Lastkraftwagen 2t, offen (Maultier) – ładowność 2 t, otwarta część do przewozu ładunku, na bazie samochodu Opel Blitz
- Sd.Kfz. 3b Gleisketten Lastkraftwagen 2t, offen (Maultier) – ładowność 2 t, otwarta część do przewozu ładunku, na bazie samochodu Ford V-3000
- Sd.Kfz. 3c Gleisketten Lastkraftwagen 2t, offen (Maultier) – ładowność 2 t, otwarta część do przewozu ładunku, na bazie samochodu Klöckner-Humboldt-Deutz S 3000
- Sd.Kfz. 3/4 Gleisketten Lastkraftwagen 2t, geschlossen (Maultier) – ładowność 2 t, zamknięta część do przewozu ładunku, na bazie samochodów Ford V-3000 lub Opel Blitz
- Sd.Kfz. 3/5 Gleisketten Lastkraftwagen 4,5t, offen (Maultier) – ładowność 4,5 t, otwarta część do przewozu ładunku, na bazie samochodu Mercedes-Benz L 4500

Sd.Kfz. 4
- Sd.Kfz. 4 Gleisketten Lastkraftwagen 2t, gepanzert – opancerzony transporter amunicji, ładowność 2 t, na bazie samochodu Opel Blitz
- Sd.Kfz. 4/1 15 cm Panzerwerfer 42 (Sf.) auf Gleisketten Lastkraftwagen 2t – opancerzona samobieżna wieloprowadnicowa wyrzutnia rakietowa, na podwoziu Sd.Kfz. 4